# 東海村 (千葉県夷隅郡)
東海村（とうかいむら）は千葉県夷隅郡にかつて存在した村である。

## 地理
- 旧大原町の北部、現在のいすみ市の東部に位置する。
- 太平洋に面している

## 歴史
村名は太平洋（東海）に面していることに由来する。

### 村域の変遷
- 1889年（明治22年）4月1日 - 町村制施行に伴い、若山村・新田村・深堀村・日在村・釈迦谷村・若山村外二ヶ村入会地が合併し夷隅郡東海村が発足。
- 1955年（昭和30年）3月31日 - 大原町（旧）・東村・浪花村の大半（岩和田を除く）・布施村の一部（下布施と上布施の一部）と合併し、大原町が発足。同日東海村廃止。

変遷表
| 1868年 以前 | 1868年 以前 | 明治22年 4月1日 | 昭和30年 3月31日 | 平成17年 12月5日 | 現在     |
| ----------- | ----------- | --------------- | ---------------- | ---------------- | -------- |
|             | 若山村      | 東海村          | 大原町           | いすみ市         | いすみ市 |
|             | 新田村      | 東海村          | 大原町           | いすみ市         | いすみ市 |
|             | 深堀村      | 東海村          | 大原町           | いすみ市         | いすみ市 |
|             | 日在村      | 東海村          | 大原町           | いすみ市         | いすみ市 |
|             | 釈迦谷村    | 東海村          | 大原町           | いすみ市         | いすみ市 |

## 人口
総数 [単位： 人]
| 1891年（明治24年） | 4,315 |
| 1920年（大正 9年） | 3,448 |
| 1935年（昭和10年） | 4,116 |
| 1945年（昭和20年） | 5,684 |
| 1955年（昭和30年） | 5,212 |

## 交通

### 道路
- 二級国道
  - 国道128号